# Louis Royer (conservateur)
Pour les articles homonymes, voir Louis Royer.
Louis Royer est un conservateur de bibliothèques français né le 11 juin 1888 à Grenoble et mort le 7 septembre 1938 dans la même ville.

## Famille et formation
D'une famille bourgeoise de Grenoble, petit-fils de Casimir Royer, il est orphelin de père à l'âge de quatorze ans. Sa sœur Gabrielle épouse Georges Gariel, le neveu de Hyacinthe Gariel, directeur de la bibliothèque de Grenoble qui avait fait rentrer dans ses fonds les manuscrits de Stendhal.
Après des études dans sa ville natale, il intègre l'École nationale des chartes, dont il sort archiviste paléographe en 1910 avec une thèse intitulée L’abbaye de Montmajour-lès-Arles, du Xe   au   XVe siècle.

## Carrière
Il travaille d'abord au département des Manuscrits de la Bibliothèque nationale (1912), où il collabore à diverses publications de catalogues scientifiques de manuscrits.
Bien que réformé, il s'engage comme canonnier pendant la Première Guerre mondiale et est blessé à la bataille de la Somme en 1916.
Il revient à Grenoble en 1919 pour prendre la direction de la bibliothèque municipale et des archives de la ville. Il y poursuit le travail de réorganisation et de catalogage de son prédécesseur Edmond Maignien et organise une grande exposition présentant le fonds ancien aux habitants de la ville.
Les manuscrits de Stendhal étant l'un des fleurons de la bibliothèque de Grenoble, il devient l'un des meilleurs connaisseurs de l'écrivain et édite de nombreux livres et documents. Il crée le musée Stendhal.